# Ruth (voilier)
 (avril 2022).
La mise en forme du texte ne suit pas les recommandations de Wikipédia : il faut le « wikifier ».
Les points d'amélioration suivants sont les cas les plus fréquents. Le détail des points à revoir est peut-être précisé sur la page de discussion.
- Les titres sont pré-formatés par le logiciel. Ils ne sont ni en capitales, ni en gras.
- Le texte ne doit pas être écrit en capitales (les noms de famille non plus), ni en gras, ni en italique, ni en « petit »…
- Le gras n'est utilisé que pour surligner le titre de l'article dans l'introduction, une seule fois.
- L'italique est rarement utilisé : mots en langue étrangère, titres d'œuvres, noms de bateaux, etc.
- Les citations ne sont pas en italique mais en corps de texte normal. Elles sont entourées par des guillemets français : « et ».
- Les listes à puces sont à éviter, des paragraphes rédigés étant largement préférés. Les tableaux sont à réserver à la présentation de données structurées (résultats, etc.).
- Les appels de note de bas de page (petits chiffres en exposant, introduits par l'outil «  Source ») sont à placer entre la fin de phrase et le point final[comme ça].
- Les liens internes (vers d'autres articles de Wikipédia) sont à choisir avec parcimonie. Créez des liens vers des articles approfondissant le sujet. Les termes génériques sans rapport avec le sujet sont à éviter, ainsi que les répétitions de liens vers un même terme.
- Les liens externes sont à placer uniquement dans une section « Liens externes », à la fin de l'article. Ces liens sont à choisir avec parcimonie suivant les règles définies. Si un lien sert de source à l'article, son insertion dans le texte est à faire par les notes de bas de page.
- La présentation des références doit suivre les conventions bibliographiques. Il est recommandé d'utiliser les modèles {{Ouvrage}}, {{Chapitre}}, {{Article}}, {{Lien web}} et/ou {{Bibliographie}}. Le mode d'édition visuel peut mettre en forme automatiquement les références.
- Insérer une infobox (cadre d'informations à droite) n'est pas obligatoire pour parachever la mise en page.

Pour une aide détaillée, merci de consulter Aide:Wikification.
Si vous pensez que ces points ont été résolus, vous pouvez retirer ce bandeau et améliorer la mise en forme d'un autre article.
 (avril 2022).
Si vous disposez d'ouvrages ou d'articles de référence ou si vous connaissez des sites web de qualité traitant du thème abordé ici, merci de compléter l'article en donnant les références utiles à sa vérifiabilité et en les liant à la section « Notes et références ».
 (avril 2022).
Pour les articles homonymes, voir Ruth.

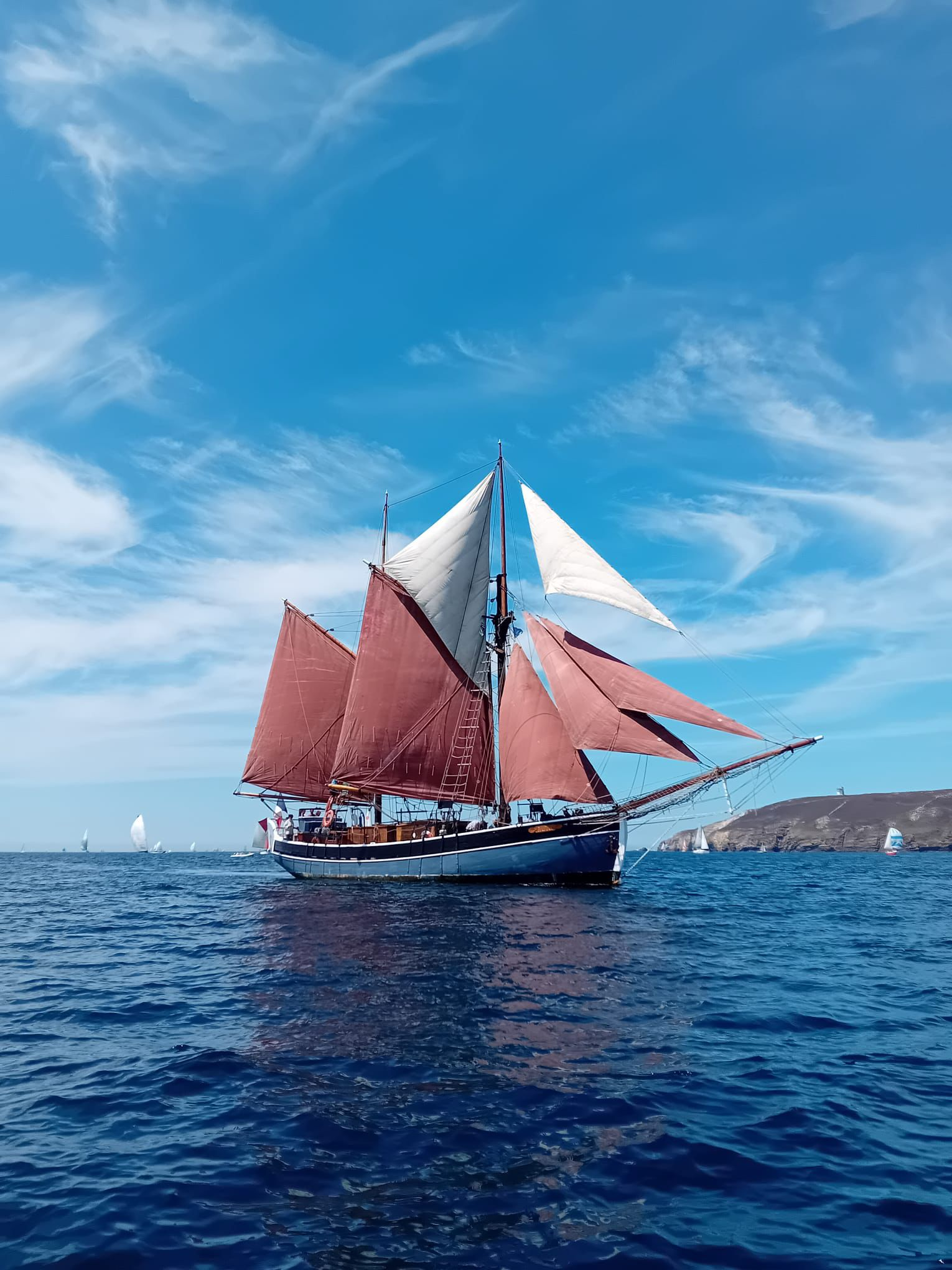
Ruth sous voile

Le Ruth est un ancien caboteur suédois.
Construit en 1914, gréé en ketch aurique Galeas.

## Histoire

### 1914 à 1964: «caboteur des mers baltiques»
Construit en 1914 au chantier naval Holms situé àe Råå en Suède, Ruth fut baptisé ainsi par son premier propriétaire: Sven Pette Persson, en hommage à sa femme. Son port d'attache était alors Fortuna d'où il opérait comme caboteur transportant des cargaisons de céramique destinées à une célèbre société suédoise: Hoganas.
Afin d’accroître son efficacité au transport de fret, le premier moteur de Ruth, un Saffle 20 HKR, fut installé le 1 février 1922. Toujours armé pour les mêmes fonctions, Ruth a voyagé jusqu'en France et en Irlande pendant la Seconde Guerre mondiale.
En 1941, Ruth fut vendu à une société de Hampsburgsund et continua à travailler comme navire de commerce en mer Baltique ; il transporte du poisson déclassé provenant de la criée de Göteborg jusqu’en 1953.

### 1964 à 2004: «charter»
En 1964, la famille Bjork sauva Ruth qui était resté inactif depuis 1953. Un programme de restauration fut lancé au chantier naval de Fredriksund au Danemark.
Converti en yacht, il entama une nouvelle vie de navire de plaisance.
Lors d'un carénage hivernal en 1984, un incendie se déclara à l'intérieur de Ruth causé par un poêle à pétrole laissé sans surveillance. Après l'accident, la famille Bjork modifia les aménagements et disposa les cabines dans leur configuration actuelle.
Ruth changea de propriétaire en 1992 : il passa aux mains des frères Anders et Jan Hird. Ces derniers lui rendent son gréement de neuvage.
Ruth fut utilisé par la famille Hird jusqu'en octobre 2004 comme navire de croisière, proposant également des voyages éducatifs autour des côtes suédoises. 
Durant cette période, cinq mariages furent célébrés à bord de Ruth.

### 2004 à 2020: «charter et cinéma»

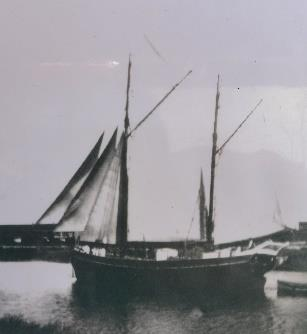
Ruth, 1918

Les nouveaux propriétaires, anglais, convoyèrent Ruth jusqu'en Cornouailles.
Le bateau changea pour la première fois de nationalité et passa alors sous pavillon anglais.
Ruth continua son activité de charter en Cornouailles, voyageant en Irlande, en France et le long de la côte méridionale de l'Angleterre. Il diversifia son activité, en servant également de décor de cinéma.
C’est ainsi qu’il hérita du mât d’artimon du Black Pearl du film Pirates des Caraïbes.

### 2020 à 2025: Ruth devient française

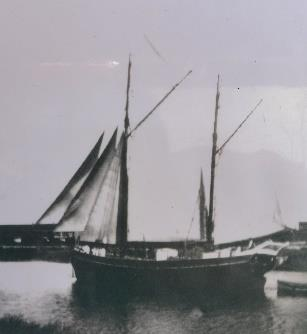
Ruth, 1918

Le bateau est francisé avec pour port d'attache Saint-Malo.Une association "Les Amis de ruth" est constituée en 2022 pour assurer la survie du navire. Elle en devient propriétaire en mars 2025, et le port d'attache du bateau devient Paimpol.